# Selonodon mandibularis
Selonodon mandibularis is een keversoort uit de familie Cebrionidae. De wetenschappelijke naam van de soort is voor het eerst geldig gepubliceerd in 1867 door LeConte.